# Symplocos glandulosomarginata
Symplocos glandulosomarginata är en tvåhjärtbladig växtart som beskrevs av Frederico Carlos Hoehne. Symplocos glandulosomarginata ingår i släktet Symplocos och familjen Symplocaceae. Inga underarter finns listade i Catalogue of Life.